# ساند بوينت
ساند بوينت (بالإنجليزية: Sand Point, Alaska) هي مدينة تقع في ولاية ألاسكا في الولايات المتحدة. تبلغ مساحة هذه المدينة 75 (كم²)، وترتفع عن سطح البحر 12 م، بلغ عدد سكانها 976 نسمة في عام 2010 حسب إحصاء مكتب تعداد الولايات المتحدة.

## التركيبة السكانية
حدّد مكتب تعداد الولايات المتحدة بيانات التركيبة السكانية لساند بوينت في تعداد الولايات المتحدة. في ما يلي، التركيبة السكانية حسب تعدادي 2000 و2010.

### تعداد عام 2000
بلغ عدد سكان ساند بوينت 952 نسمة بحسب تعداد عام 2000، وبلغ عدد الأسر 229 أسرة وعدد العائلات 156 عائلة مقيمة في المدينة. في حين سجلت الكثافة السكانية 12.1 نسمة لكل كيلومتر مربع (31.3/ميل2). وبلغ عدد الوحدات السكنية 282 وحدة بمتوسط كثافة قدره 3.6 لكل كيلومتر مربع (9.3/ميل2).
وتوزع التركيب العرقي للمدينة بنسبة 27.73% من البيض و1.47% من الأمريكيين الأفارقة و42.33% من الأمريكيين الأصليين و23.21% من الأمريكيين ذوي الأصول الآسيوية و0.32% من سكان جزر المحيط الهادئ و2.21% من الأعراق الأخرى و2.73% من عرقين مختلطين أو أكثر و13.55% من الهسبانيون أو اللاتينيون من أي عرق.
بلغ عدد الأسر 229 أسرة كانت نسبة 41.9% منها لديها أطفال تحت سن الثامنة عشر تعيش معهم، وبلغت نسبة الأزواج القاطنين مع بعضهم البعض 45.4% من أصل المجموع الكلي للأسر، ونسبة 15.7% من الأسر كان لديها معيلات من الإناث دون وجود شريك، بينما كانت نسبة 7% من الأسر لديها معيلون من الذكور دون وجود شريكة وكانت نسبة 31.9% من غير العائلات. تألفت نسبة 25.8% من أصل جميع الأسر من عدة أفراد يعيشون في نفس المنزل ونسبة 3.9% كانت تتألف من شخص يعيش بمفرده يبلغ من العمر 65 عاماً أو أكثر. وبلغ متوسط حجم الأسرة المعيشية 2.67، أما متوسط حجم العائلات فبلغ 3.17.
بلغ العمر الوسطي للسكان 36.5 عاماً. وكانت نسبة 20.4% من القاطنين تحت سن الثامنة عشر، وكانت نسبة 4.9% بين الثامنة عشر والرابعة والعشرين عاماً، ونسبة 22.2% كانت واقعةً في الفئة العمرية ما بين الخامسة والعشرين والرابعة والأربعين عاماً، ونسبة 13.9% كانت ما بين الخامسة والأربعين والرابعة والستين، ونسبة 2.9% كانت ضمن فئة الخامسة والستين عاماً فما فوق. يوجد لكل 100 أنثى 121.7 ذكر، ويوجد لكل 100 أنثى في الثامنة عشر من عمرها فما فوق 124.7 ذكر.
بلغ متوسط دخل الأسرة في المدينة 55,417 دولارًا، أما متوسط دخل العائلة فبلغ 58,000 دولارًا. وكان متوسط دخل الذكور 20,000 دولارًا مقابل 22,500 دولارًا للإناث. وسجل دخل الفرد الخاص بالمدينة 21,954 دولارًا. وكانت نسبة 10.3% من العائلات ونسبة 16% من السكان تحت خط الفقر، وكان من هؤلاء نسبة 14.8% تحت سن الثامنة عشر ونسبة 32.1% في الخامسة والستين من العمر وما فوق.

### تعداد عام 2010
بلغ عدد سكان ساند بوينت 976 نسمة بحسب تعداد عام 2010، وبلغ عدد الأسر 246 أسرة وعدد العائلات 168 عائلة مقيمة في المدينة. في حين سجلت الكثافة السكانية 12.4 نسمة لكل كيلومتر مربع (32.1/ميل2). وبلغ عدد الوحدات السكنية 290 وحدة بمتوسط كثافة قدره 3.7 لكل كيلومتر مربع (9.6/ميل2).
وتوزع التركيب العرقي للمدينة بنسبة 17.01% من البيض و2.46% من الأمريكيين الأفارقة و39.04% من الأمريكيين الأصليين و34.73% من الأمريكيين ذوي الأصول الآسيوية و0.20% من سكان جزر المحيط الهادئ و1.33% من الأعراق الأخرى و5.23% من عرقين مختلطين أو أكثر و6.15% من الهسبانيون أو اللاتينيون من أي عرق.
بلغ عدد الأسر 246 أسرة كانت نسبة 42.3% منها لديها أطفال تحت سن الثامنة عشر تعيش معهم، وبلغت نسبة الأزواج القاطنين مع بعضهم البعض 41.1% من أصل المجموع الكلي للأسر، ونسبة 15% من الأسر كان لديها معيلات من الإناث دون وجود شريك، بينما كانت نسبة 12.2% من الأسر لديها معيلون من الذكور دون وجود شريكة وكانت نسبة 31.7% من غير العائلات. تألفت نسبة 24.8% من أصل جميع الأسر من عدة أفراد يعيشون في نفس المنزل ونسبة 5.3% كانت تتألف من شخص يعيش بمفرده يبلغ من العمر 65 عاماً أو أكثر. وبلغ متوسط حجم الأسرة المعيشية 2.54، أما متوسط حجم العائلات فبلغ 2.95.
بلغ العمر الوسطي للسكان 40.1 عاماً. وكانت نسبة 16.8% من القاطنين تحت سن الثامنة عشر، وكانت نسبة 10.8% بين الثامنة عشر والرابعة والعشرين عاماً، ونسبة 32.8% كانت واقعةً في الفئة العمرية ما بين الخامسة والعشرين والرابعة والأربعين عاماً، ونسبة 34.1% كانت ما بين الخامسة والأربعين والرابعة والستين، ونسبة 5.5% كانت ضمن فئة الخامسة والستين عاماً فما فوق. وتوزع التركيب الجنسي للسكان بنسبة 62.5% ذكور و37.5% إناث.

## أعلام
- كارل إي. موسى

## وصلات خارجية
- City Website نسخة محفوظة 18 أكتوبر 2014 على موقع واي باك مشين.
- Community Information نسخة محفوظة 24 فبراير 2014 على موقع واي باك مشين.